# Acta Iranica
Acta Iranica est un périodique d'iranologie publié principalement en français, anglais et allemand. Le sous-titre du périodique se lit « Encyclopédie permanente des études iraniennes ».
Acta Iranica s'évalue par des pairs et se publie par l'éditions Brill à Leyde aux Pays-Bas. Son champ d'application couvre des études scientifiques sur des sujets liés aux art, archéologie, antiquité et linguistique du monde iranien.
Le deuxième congrès international d'iranologie à Chiraz en 1971 a donné l'impulsion à la fondation d'Acta Iranica.

## Sources
- (en) Cet article est partiellement ou en totalité issu de l’article de Wikipédia en anglais intitulé « Acta Iranica » (voir la liste des auteurs).
- (en) Margaret Cool Root, « Acta Iranica: encyclopédie permanente des études iraniennes . J. Duchesne-Guillemin », Journal of Near Eastern Studies, vol. 38, no 1,‎ janvier 1979, p. 39–42 (ISSN 0022-2968 et 1545-6978, DOI 10.1086/372693, lire en ligne, consulté le 12 octobre 2023)